# Eroe culturale
L'eroe culturale è un personaggio eroico della mitologia o della leggenda di un determinato gruppo (culturale, etnico, razziale, religioso ecc.), che è però diverso dall'eroe inteso nell'accezione comune, classico. Egli è infatti un civilizzatore di una società o di un popolo. Costui introduce nuove usanze, nuovi costumi, nuovi culti e a volte addirittura pure nuove cucine. Cambia il mondo con un'invenzione o una scoperta: il fuoco, l'agricoltura, la musica e via dicendo.
Giunto in mezzo a un popolo, ne stabilisce il modo di vivere sociale e civile. Contribuisce alla crescita del popolo con invenzioni, iniziando stirpi e dinastie, dando il proprio nome a città, paesi, regioni. A volte è successo che abbia fondato addirittura delle città, ma qui la storia si confonde con la mitologia e non si riesce più a trovare un vero unico filo di verità.
Ovviamente un eroe culturale deve essere dotato di un carisma e di qualità che sono al di fuori dell'ordine comune: virtù e difetti civili, naturali, etici e sociali del proprio tempo. A lui non si chiede niente, non è oggetto di culto popolare, ma tutt'al più di commemorazione collettiva in determinati avvenimenti. Possiede a volte poteri sovrannaturali, soprattutto come mediatore tra la vita e la morte, e può contare su se stesso, ma anche sul popolo che colonizza.
In alcune storie e cicli di racconti assume un carattere negativo, affine all'altrettanto antico stereotipo dell'ingannatore (trickster).